# سراب (فیلم ۱۹۷۱)
«سراب» (انگلیسی: Fata Morgana) یک فیلم مستند به کارگردانی ورنر هرتسوک است که در سال ۱۹۶۹ ساخته و در سال ۱۹۷۱ منتشر شد. در قسمت‌هایی از فیلم، بخش‌هایی از «پوپول ووه» با صدای «لوته آیزنر» روایت می‌شود.